# Állami Privatizációs és Vagyonkezelő Rt.
Az Állami Privatizációs és Vagyonkezelő Rt. (rövidítve ÁPV Rt.) zártkörű részvénytársaságként (Zrt.) működő állami vállalat volt. Az ÁPV-t az állami vagyonról szóló 2007. évi CVI. törvény 2007. december 31. napjával megszüntette, általános jogutódja a Magyar Nemzeti Vagyonkezelő Zrt. (MNV Zrt) lett.

## Feladatköre
Feladata a törvényben meghatározott vagyoni kör (állami tulajdon) értékesítése, illetve annak felelős, piaci alapú kezelése. További feladata a korábbi privatizációs ügyletekkel kapcsolatos elszámolási és ellenőrzési feladatok végrehajtása.

## Története
Az Állami Privatizációs és Vagyonkezelő Rt. jogelődjei az Állami Vagyonügynökség (ÁVÜ) és az Állami Vagyonkezelő Rt. (ÁV Rt.) voltak. Az ÁVÜ 1990-1995-ig működött, mint a privatizációt lebonyolító költségvetési intézmény. Az ÁV. Rt. 1992-ben alakult meg az 1992. évi LIII. törvény rendelkezései alapján a tartósan állami tulajdonban maradó cégek vagyonkezelőjeként. Az ÁPV Rt. 1995-ben jött létre az ÁV Rt. névváltoztatásával és az megszűnő ÁVÜ feladatainak és munkatársainak az átvételével. 
A magánosítandó állami vállalatok száma 1990-ben 1859 volt, 1670 milliárd forint értékben. (1990. évi árfolyamon közel 26,5 Mrd USD.) 1991-ben 2201 állami vállalatot és 1842 milliárd forint értéket tartottak nyilván, miközben a felhalmozott államadósság 1500 milliárd forint körül volt. 2005. december 31-én az ÁPV Rt. tulajdonosi felügyelete alatt már csak 128 társaság működött, amelyek könyv szerinti vagyona 795,70 milliárd forintot (3,8 Mrd USD-t) tett ki előzetes, nem auditált adatok alapján.
Az ÁPV Zrt.-t az állami vagyonról szóló 2007. évi CVI. törvény 2007. december 31. napjával megszüntette, általános jogutódja a Magyar Nemzeti Vagyonkezelő Zrt. (MNV Zrt) lett.
Az ÁPV Zrt. (és jogutódja, az MNV Zrt. is) megalakulásától kezdődően Budapest XIII. Pozsonyi út 56. szám alatt, a Magyar Alumíniumipari Tröszt egykori székházban működött.